# Phare des Triagoz
Phare des Triagoz ist der französische Name eines Leuchtturms an der Kanalküste der Bretagne, im Département Côtes-d’Armor, Frankreich. Er liegt auf der kleinen Inselgruppe Les Triagoz, die sich etwa zehn Kilometer nordwestlich von Trégastel und zwölf Kilometer westlich der Sept Îles erstreckt. Der Leuchtturm selbst liegt auf der dortigen Felseninsel Guen-Braz. Es handelt sich um einen viereckigen Turm aus rosa Granit von Ploumanac’h.
Seit 2017 ist der Leuchtturm als Monument historique geschützt.

## Geschichte
Der Turm wurde zwischen 1861 und 1864 unter der Leitung der Ingenieure Dujardin und Pelau errichtet, und mit Fresnellinsen ausgestattet. Die Automatisierung erfolgte im Jahr 1984. Seine Tragweite beträgt 14 Seemeilen.
Der Laternenaufbau wurde bereits entfernt und lagert in Lézardrieux.
Aufgrund mangelnder Wartung verschlechtert sich der bauliche Zustand des Leuchtturmes zurzeit rasant und er bedarf einer dringenden Komplettüberholung.

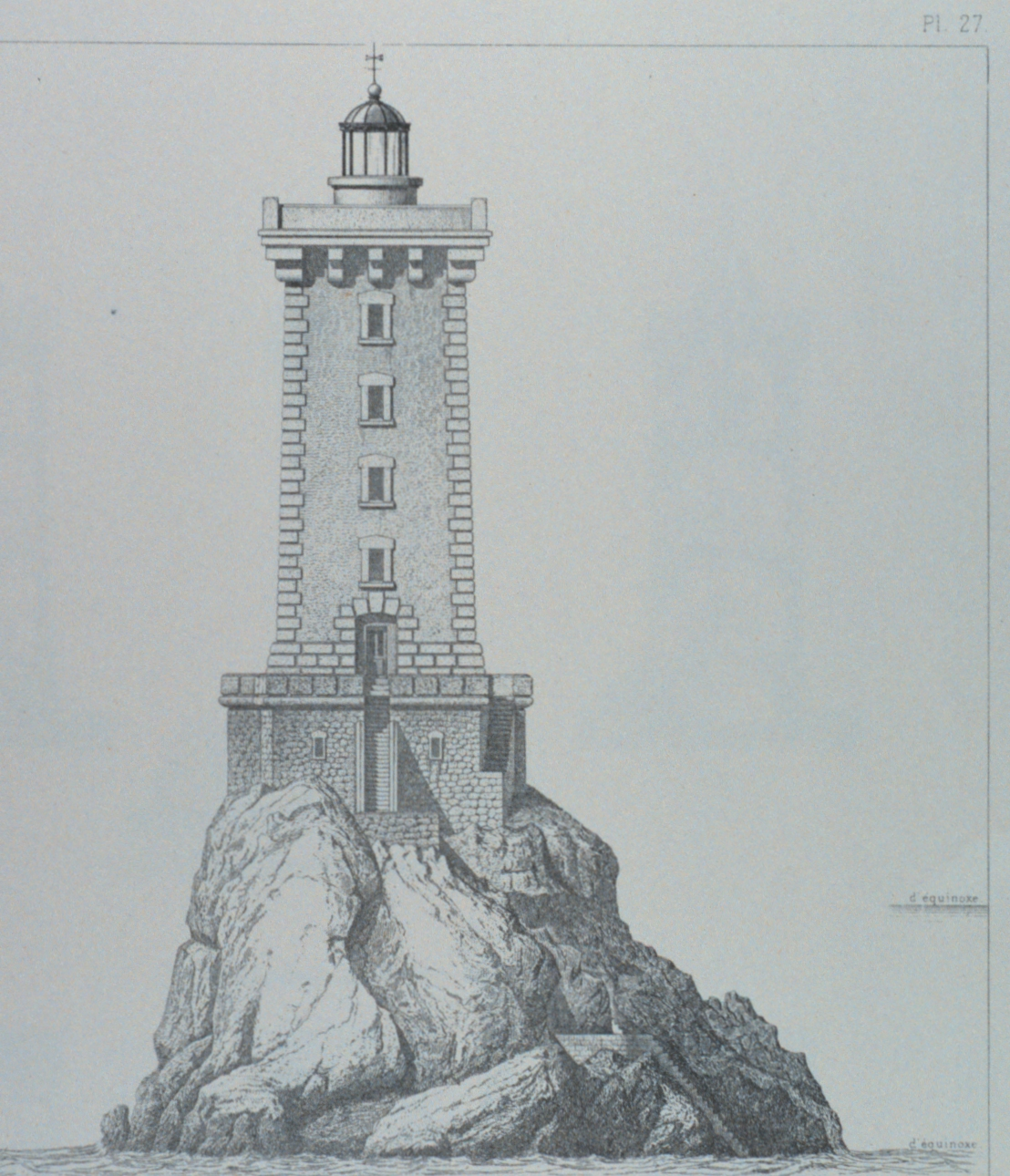
Plan von 1871